# Stroček trubkovitý
Stroček trubkovitý (Craterellus cornucopioides, německy Totentrompete) Pers., 1825), někdy též stroček rohovitý, je jedlá houba z čeledi liškovitých. Vyskytuje se od srpna do listopadu v lesích všeho druhu, především pod buky. Plodnice houby jsou tmavé, nálevkovitého tvaru.

## Popis

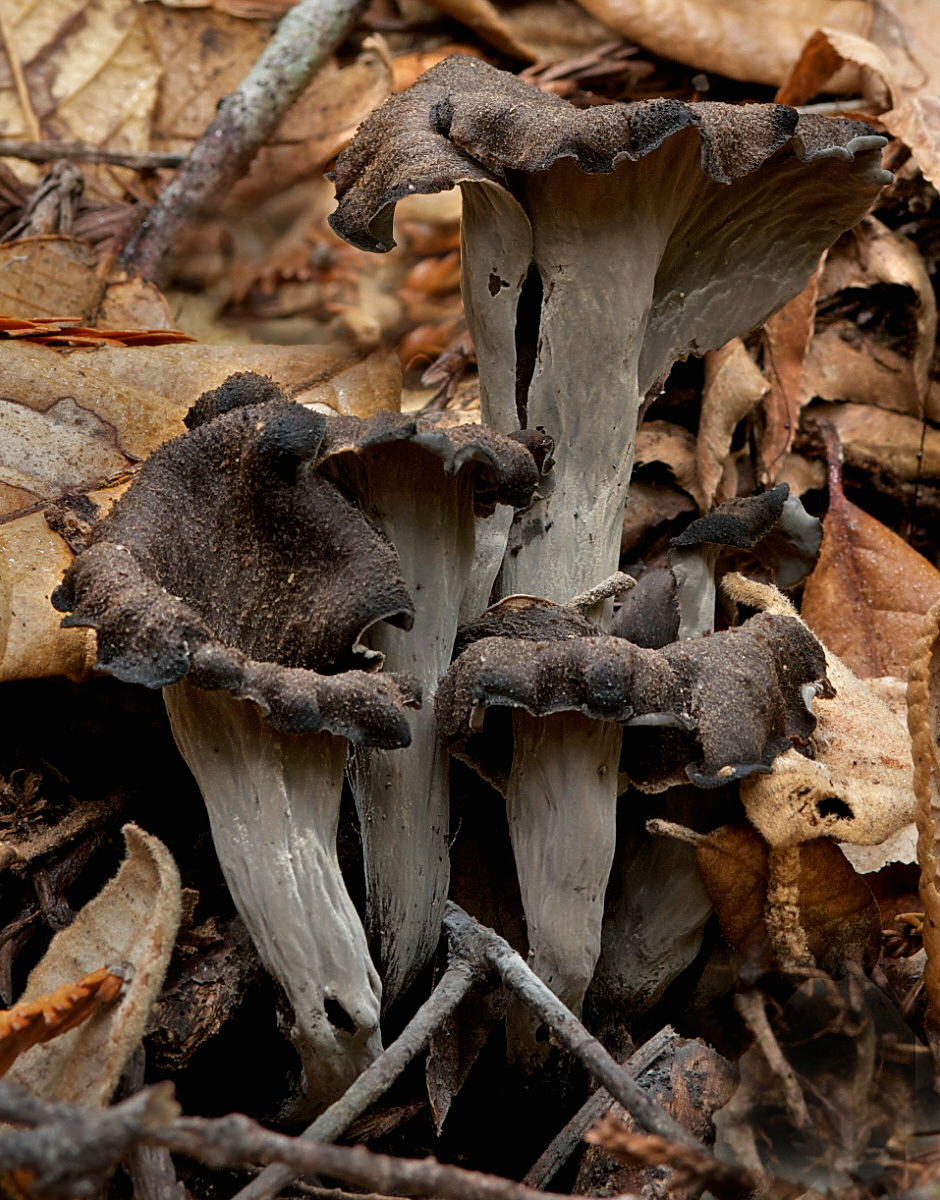
Stroček trubkovitý (Craterellus cornucopioides)

Stroček je snadno rozpoznatelný díky svému tvaru a charakteristickému, velmi tmavému zabarvení. Plodnice jsou nálevkovitého tvaru se zahnutými okraji. Uvnitř jsou tmavě černé, z vnější strany šedé až hnědé, po dešti jsou černé celé. Dosahují výšky 30–80 mm a šířky okolo 30–40 mm. Bývají bíle až šedě ojíněné od výtrusného prachu.
Výtrusy jsou elipsoidní a hladké o velikostech zhruba 12–15 × 7–8,5 µm.

## Výskyt
Stroček trubkovitý roste od srpna do listopadu v lesích všeho druhu, nejvíce se mu však daří v listnatých lesích pod buky. Kromě Evropy se vyskytuje ještě v Severní, Střední a Jižní Americe a Asii.
Stroček roste na vlhkých místech, většinou v kruzích či pruzích.

## Použití
Jedná se o jedlou houbu s všestranným využitím v kuchyni. Dobře se suší, po rozemletí usušených plodnic je možno stročka využít jako houbové koření. Je vhodný i k nakládání do octa či k přípravě kyselých omáček. Od pradávna se používá do tradičního českého jídla kuby, které barví do charakteristické tmavé barvy.
Stroček trubkovitý je v České republice podle platné vyhlášky zařazen do seznamu hub určených pro prodej; v některých zemích, např. v Rakousku, je jeho prodej na trzích běžný.